# ジョージ・ロジャース・クラーク
ジョージ・ロジャース・クラーク（英:George Rogers Clark、1752年11月19日 - 1818年2月13日）は、アメリカ独立戦争の北西部辺境におけるアメリカ軍指揮官である。クラークの名声の頂点は北西部領土の征服者として歓呼の声に迎えられた時であり、当時の英雄になった。クラークの弟ウィリアム・クラークは、太平洋へ陸路での探検をして帰還したルイス・クラーク探検隊の指導者の一人であった。

## 生い立ち
クラークはバージニア植民地アルベマール郡の、トーマス・ジェファーソンの家から遠くない所で生まれた。クラークの学校時代について多くは知られていないが、彼の祖父の所で暮らし、ドナルド・ロバートソンの学校にジェームズ・マディソンやジョン・テイラー・オブ・キャロラインと共に通った。当時のバージニアの子供の常として家庭教師にも付き、結果的には農夫と測量士になった。
1772年、クラークは20歳の測量士として、後にケンタッキーとなる地域に初めて旅した。そこは1768年のスタンウィックス砦条約で、何千人もの開拓者が入植を始めていた。オハイオ郡に住むインディアンたちは、ケンタッキーの狩猟場の割譲を決めたその条約に署名した部族ではなかった。このために起こった抵抗戦はダンモアの戦争 (1773-1774) で頂点に達した。クラークもこの戦争で小さな役割を果たした。

## アメリカ独立戦争
アメリカ独立戦争の間、ケンタッキーの開拓者達はイギリス軍とオハイオ領土のインディアン、特にショーニー族、ミンゴ族およびワイアンドット族と同時に戦わねばならなかった。クラークは、バージニアの市民だと自分達のことを見なしているケンタッキーの開拓者達とともに働きながら、その地域の防衛のために民兵組織を立ち上げた。ケンタッキーはバージニアにおける公式の位置付けが与えられていなかったので、開拓者達は非公式に動かねばならなかった。その指導者達はバージニア議会に送る代表（実際には院外活動家）として24歳のクラークを選んだ。
クラークと友人のジョン・ガブリエル・ジョーンズが、ケンタッキーの情報を持ってバージニアの首都に着いたとき、大評判を呼んだ。パトリック・ヘンリーが知事を務めていた革命州政府は当時ほとんど破産状態であったが、ケンタッキーを郡としてバージニアに取り込むことを承認し、クラークには黒色火薬500ポンド (450 kg) を与えた。クラークは火薬を持ってカンバーランド・ギャップを通って開拓地に戻り、1777年ハロズバーグで攻撃を撃退する際にその弾薬を使った。

### サックビル砦

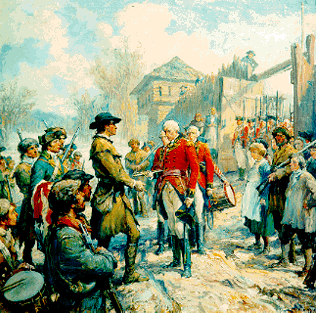
サックビル砦を落したクラーク

クラークは、ケンタッキー辺境防衛の指導者として、インディアンに武器を供給するイギリス軍の動きを探った。イギリス軍はデトロイトに基地があって、インディアンに開拓者襲撃を唆しており、イリノイ郡のイギリス系カナダ人の毛皮商人がインディアンに物資を供給していた。これに対抗するために、クラークは南部イリノイを確保する秘密の遠征隊を発する許可を求めた。ヘンリー知事はあれこれ言わずにクラークを中佐に任命し、総計350名からなる7個中隊を組織する許可を与えた。クラークはこの任務を合衆国政府からではなく、バージニア政府から得たが、バージニア政府には相変わらず金が無かった。クラークがこの秘密の任務に徴募できた志願兵は175名に過ぎなかった。
1778年、クラークはその小さな軍隊を率いてピット砦から西に出発した。部隊はケンタッキーの北の境界に沿ってオハイオ川を下り、オハイオの滝に至った。この軍隊には多くの開拓者とその家族も加わっており、インディアンの攻撃から守ってくれることを求めていた。5月27日、クラークは滝の近くでコーン・アイランドという名の島を選び宿営地にした。そこが後にケンタッキー州最大の都市ルイビルの元になった。
オハイオの滝から続く急流をうまく下ったクラーク隊は6月24日にボートから降りて、今日のメトロポリス近くに廃棄されていたマサック砦に着いた。その少し上流で、イギリス軍がやはり基地にしていたカスカスキア（イリノイ郡、後のイリノイ州の最初の州都）を出てきたばかりのジョン・ダフの狩猟部隊と出会った。クラークはダフから新しい情報を仕入れ、カスカスキア砦を守備するイギリス兵を急襲してやろうと考えた。クラーク隊はダフ隊と共に山を越えて7月4日の夜にカスカスキアに着いた。部隊は交戦なしで砦と町を奪取した。クラークはフランス人司祭のピエール・ジボールを交易集落ビンセンズに派遣し、ビンセンズの住民に影響を与え、近くのサックビル砦を確保した。サックビルの守備隊指揮官にはレナード・ヘルム大尉を任命した。
1779年早く、クラークはカナダの副総督ヘンリー・ハミルトンがイギリスの基地とするためにサックビル砦を取ったという報告を受けた。ハミルトンはオハイオ川渓谷のインディアンとの関係が良く、この時もうまく味方に付けていた。インディアンの戦士が多くイギリスの指揮官の下に集まった。対照的にクラークは南部イリノイに残っている限り、圧倒されてしまう可能性が強いと感じた。唯一の選択肢はビンセンズ砦にいるハミルトンを思いがけない方角から襲うことであった。カスカスキアとビンセンズの間は川や湖沼が連続する草原と湿原であった。
1779年2月6日、クラークは172名の志願兵を率いてカスカスキア砦から東210マイル (340 km)の厳冬のぬかるんだ地域を移動した。17日間かけて部隊は南イリノイを抜け、ビンセンズに到着した。パトリック・ヘンリーが認めてくれたバージニアの中隊旗を数多く見せるという偽装によって、ハミルトンはバージニアの部隊が172名ではなく600名と思い込み驚き混乱した。クラーク隊のライフル狙撃兵がサックビル砦の柵を正確に射抜いて見せた。続いてクラークは使者を送り込み、これから強襲を掛け、何の躊躇もしないと脅した。やる気を失くしたハミルトンは2月25日に正式に降伏した。この冬季を省みず強行したクラークの遠征が最大の功績となり、クラークを初期アメリカ開拓地の伝説的英雄に押し上げることになった。

### デトロイト砦
独立戦争中のクラークの究極の目標は、イギリスが強固に守っているデトロイト砦を落し、アパラチア山脈から西の地域の所有権がアメリカ革命政府（あるいは恐らくバージニア）であると主張することであったが、それを果たすために十分な兵力を集められなかった。ケンタッキーの民兵は自分達の住んでいるケンタッキーの近くでならば喜んで戦ったが、デトロイトまでの長く危険を孕んだ遠征を考えれば尻込みした。しかし、クラークがハミルトン知事を捕らえ、イリノイ郡を抑えたことで、北西部領土でのイギリス軍の力を殺ぐことにはなった。
一方で、インディアンによる入植者への襲撃が続いていた。1780年6月、デトロイトのヘンリー・バーズ大尉が率いるイギリス兵とインディアンの連合軍が、防御を固めていた開拓地であるラッデルズ・ステーションとマーチンズ・ステーションを占領した。8月、クラークは報復のための部隊を率いショーニー族のペコウイー集落の近く（現在のオハイオ州スプリングフィールドの近く）で勝利を収めた。
1780年遅く、クラークは東部に旅して、バージニア知事トーマス・ジェファーソンに1781年の遠征について相談した。ジェファーソンはクラークが2,000名の兵士を率いてデトロイトを攻撃する案を授けた。しかし、十分な志願兵を募ることが大変だった。バージニアのダニエル・ブロードヘッド大佐が、そのすぐ前にアメリカ植民地軍に反旗を翻したデラウェア族に対する遠征を行うためという理由で、彼の配下の兵士を分けることを拒んだ。ブロードヘッド大佐は1781年4月、オハイオ地方に進軍しデラウェア族の中心地コショクトンを破壊したが、このことでデラウェア族は確実に敵に回り、クラークのデトロイト方面作戦に必要な兵士も物資も確保できなくなった。デラウェア族の大半はサンダスキー川の好戦的な町に逃げた。
1781年8月にクラークがピット砦を発った時、彼の配下は400名に過ぎなかった。8月24日、クラークの分遣隊100名が、西部モホーク族の暫定指導者ジョセフ・ブラント率いるインディアンの待ち伏せを受けて壊滅した（ラフリーの敗北）。このブラントの勝利でクラークのデトロイト攻撃の試みは挫折した。
独立戦争を終わらせる1783年のパリ条約で、イギリスは北西部領土全体をアメリカ合衆国に割譲した。この重大な結末に至る要因としてクラークの努力を功績に上げる証言が多い。しかし、彼の行動が条約の交渉に意味ある役目を果たしたか、その文献証拠に就いて疑問を投げかける歴史家がいる。割譲された土地の中にはクラークがまだ見たことも無いミシガンやウィスコンシンまで含まれていた。
その後、クラークは1785年のマッキントッシュ砦の条約交渉を助け、また1786年には北西インディアン戦争でインディアンに対する遠征隊を率いたが不首尾に終わった。

## 戦後
独立戦争が終わると、クラークは南インディアナに8,049エーカー (32.6 km²) の土地の所有を認められた。その土地は現在のインディアナ州クラークスビル市およびその周縁で、ケンタッキー州ルイビルの北方に跨っていた。クラークは、独立戦争に従軍したバージニア軍人に払われる給与の代わりの報奨として発行された、アパラチア山脈から西の土地の主任測量士の資格を得た。この財産と役職によって、クラークの友人はクラークが裕福で幸福な人生を送れるものと信じた。しかし、そうはならなかった。
クラークは、その軍事的な遠征費用などを借金で賄っていた。債権者がこれらの未払いの負債について催促をし始めたときに、クラークはヴァージニアまたはアメリカ合衆国議会からの報酬を得ていなかった。 数年後に、債権者とその権利を譲り受けた者とが入り込んできて、この古参兵のほとんどすべての資産を奪い取っていった。 クラークには、クラークスビルに小さな製粉所のあるわずかな土地が残され、2人の黒人奴隷を使って働いた。 製粉所の粗末な住まいで、クラークは次の20年の間を過ごした。 彼は決して結婚しなかった。
1809年、この切り詰めた暮らしは、年老いた戦士が激しい卒中に襲われた時に終わった。暖炉をいじっている時に倒れたクラークは足をひどく火傷し切断するしかなかった。製粉所を運営していくこともできなくなったクラークは、義兄弟で、成長しつあるルイビルの町から8マイル (13 km) 離れたロウカスト・グラブ農園の所有者ウィリアム・クローガン少佐の家に居候となった。クラークは1818年の2度目の卒中で亡くなった。最初はロウカスト・グラブ農園に埋葬されたが、1889年ルイビルのケイブヒル墓地にクラーク将軍の墓が作られ移された。
クラーク将軍の甥、ジョージ・クローガンは米英戦争でステファンソン砦を防衛したアメリカ陸軍の士官であった。

## 遺産
1928年5月23日、アメリカ合衆国大統領カルビン・クーリッジはクラークを記念する碑をビンセンズに造ることを命じた。1933年に完成したローマ古典様式の記念碑はサックビル砦があったと信じられている場所に立ち、現在はジョージ・ロジャース・クラーク国立歴史公園になっている。そこにはハーモン・アトキンス・マックニールによるクラークの銅像もある。
1929年2月25日、サックビル砦の降伏から150周年を記念して、アメリカ合衆国郵便公社がその降伏の様子を表す絵柄を採用した2セント切手を発行した。
ルイビルを通るアメリカ国道31号線がオハイオ川を越えるジョージ・ロジャース・クラーク記念橋は1929年に完成した。
クラークの銅像は次の場所でも見られる。
- イリノイ州マサック郡メトロポリス市、彫刻家のレオン・ハーマント作、アメリカ独立戦争の娘達の側、1900年代初期
- ケンタッキー州ルイビル、彫刻家のフェリクス・ド・ウェルデン作、リバーフロント・プラザ展望台、オハイオ川の桟橋側
- オハイオ州スプリングフィールド、チャールズ・ケック作、ピキアの戦い戦場跡
- バージニア州シャーロッツビル、ロバート・エイトケン作、バージニア大学グラウンド
- イリノイ州クィンシー、リバービュー公園、ミシシッピ川の東堤

クラークの名前に因む場所は下記のものがある。
- イリノイ州クラーク郡
- インディアナ州クラーク郡
- ケンタッキー州クラーク郡、ジョージ・ロジャース・クラーク高等学校がある
- オハイオ州クラーク郡、州立クラーク・コミュニティ・カレッジがある。
- バージニア州クラーク郡
- ウェストバージニア州クラークスバーグ
- テネシー州クラークスビル
- インディアナ州クラークスビル
- クラーク通り(シカゴ)

クラークの名前に因む学校は下記のものがある。
- インディアナ州ハモンドのジョージ・ロジャース・クラーク中等/高等学校
- インディアナ州クラークスビルのジョージ・ロジャース・クラーク小学校
- ケンタッキー州ウィンチェスターのジョージ・ロジャース・クラーク高等学校およびクラーク中等学校
- バージニア州シャーロッツビルのクラーク小学校